# Joseph Boussinesq

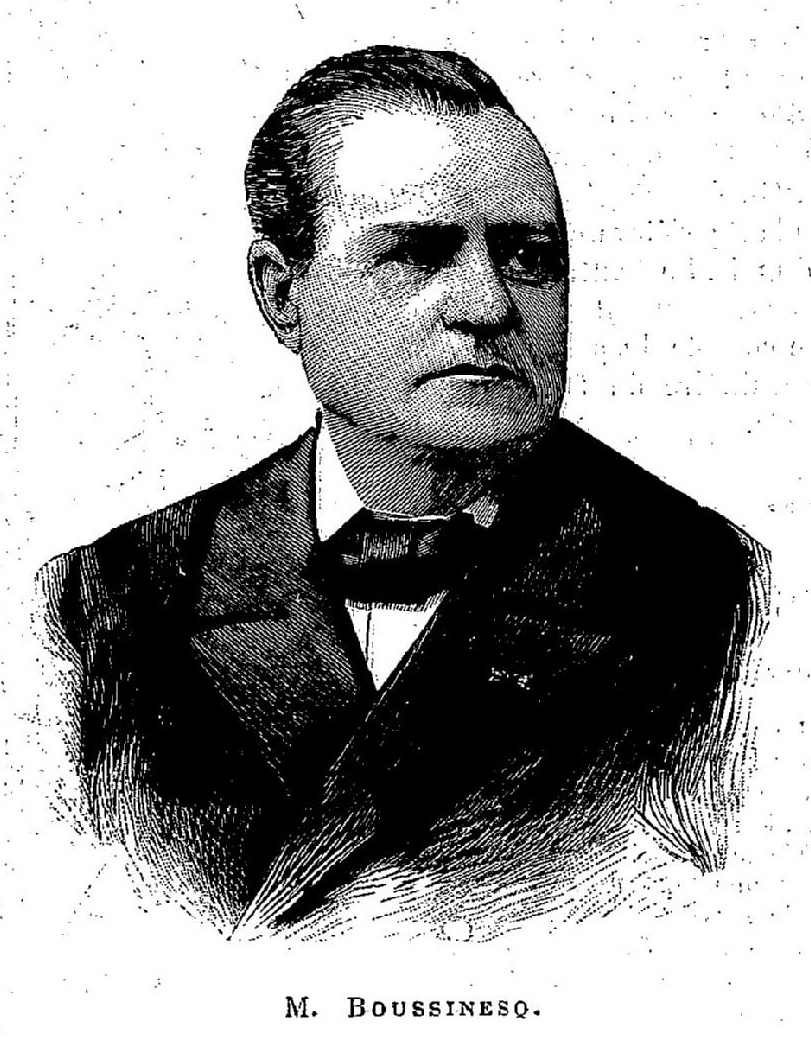
Joseph Boussinesq

Joseph Valentin Boussinesq (Saint-André-de-Sangonis, 13 maart 1842 – Parijs, 19 februari 1929) was een Franse natuur- en wiskundige die belangrijke bijdragen heeft geleverd aan de theorieën van de vloeistofmechanica, grondmechanica, trillingen, licht en warmte.
Boussinesq studeerde in Montpellier, waar hij in 1860 zijn diploma haalde. Hij was hoogleraar wiskunde aan de Universiteit d'Agde (1862-1865), Vigan (1865) en Gap (1866-1872). In Gap begon hij zijn promotieonderzoek onder leiding van Barre de Saint-Venant. Hij promoveerde in 1867 met het proefschrift "Onderzoek naar de verspreiding van warmte in homogene omgevingen". In 1871 kreeg hij voor zijn werk de Poncelet-prijs van de Académie des sciences.
Van 1872 tot 1886 was hij hoogleraar aan de Faculteit Natuurwetenschappen van de Universiteit van Lille, waar hij les gaf in de differentiaal- en integraalrekening bij het École Centrale de Lille. Van 1896 tot aan zijn pensioen in 1918 was hij hoogleraar in de mechanica aan de Sorbonne Universiteit van Parijs; hij volgde daar Henri Poincaré op.
In 1897 publiceerde hij "Theorie de l 'écoulement tourbillonnant et tumultueux des liquides", een werk dat in belangrijke mate heeft bijgedragen aan de studie van de turbulentie en hydrodynamica.
Het Getal van Boussinesq is naar Joseph Boussinesq genoemd. In Delft is de Boussinesqweg naar hem genoemd.